# Campionato del mondo endurance 2017
La stagione 2017 del Campionato del mondo endurance è stata la sesta stagione. Questa stagione è ricca di novità dopo che Audi Sport ha ritirato nel 2016 le sue R18 chiudendo il programma endurance a causa di difficoltà di budget per finanziare anche il programma di Formula E di Audi Sport in partnership con il brand di tuning tedesco ABT Sportsline. Porsche presenta una nuova versione della sua 919 Hybrid per un altro assalto al titolo WEC e alla 24 Ore di Le Mans 2017; Toyota Gazoo Racing continua lo sviluppo del suo prototipo (TS050 Hybrid) con una nuova versione e Ford Performance che realizza un'altra versione della GT LM per puntare alla vittoria assoluta dopo il suo terzo posto in overrall nell'edizione 2016. Il calendario 2017 è costituito da nove round con la partenza alla 6 Ore di Silverstone il 16 aprile 2017 e la conclusione il 6 Ore del Bahrain il 18 novembre, con la 24 Ore di Le Mans il 17 e il 18 giugno.

## Il calendario
Il calendario della stagione 2017 è stato annunciato il 22 novembre 2016 con un calendario di nove round che in sé è quasi uguale alla stagione 2016 con lo spostamento di qualche settimana dei vari round. I pre-season test sono stati spostati dal circuito di Paul-Ricard all'Autodromo nazionale di Monza.
| Gara | Evento                     | Circuito                     | Sede                       | Data              |
| ---- | -------------------------- | ---------------------------- | -------------------------- | ----------------- |
| 1    | 6 Ore di Silverstone       | Silverstone                  | Silverstone, Regno Unito   | 16 aprile 2017    |
| 2    | 6 Ore di Spa-Francorchamps | Spa-Francorchamps            | Stavelot, Belgio           | 6 maggio 2017     |
| 3    | 24 Ore di Le Mans          | La Sarthe                    | Le Mans, Francia           | 17-18 giugno 2017 |
| 4    | 6 Ore del Nürburgring      | Nürburgring Nordschleife     | Nürburg, Germania          | 16 luglio 2017    |
| 5    | 6 Ore del Messico          | Autòdromo Hermanos Rodríguez | Città del Messico, Messico | 3 settembre 2017  |
| 6    | 6 Ore del COTA             | Circuito delle Americhe      | Austin, Stati Uniti        | 16 settembre 2017 |
| 7    | 6 Ore del Fuji             | Fuji Speedway                | Oyama, Giappone            | 15 ottobre 2017   |
| 8    | 6 Ore di Shanghai          | Circuito di Shanghai         | Shanghai, Cina             | 5 novembre 2017   |
| 9    | 6 Ore del Bahrain          | Circuito di Sakhir           | Sakhir, Bahrain            | 18 novembre 2017  |

## Le squadre

### LMP1 (Le Mans Prototype 1)
In LMP1 per la stagione 2017 sono presenti molte novità nella categoria regina, Audi Sport annuncia il ritiro a fine 2016 per difficoltà di budget per finanziare la squadra di Formula E della casa dai 4 anelli e anche per la partnership con Joest Racing che firma con Mazda per l'esordio delle due RT24-P DPi nell'IMSA WeatherTech SportsCar Championship; Porsche annuncia il ritiro a fine stagione per esordire in un'altra categoria e schiera due equipaggi portando durante la stagione solo due versioni della 919 Hybrid; la TGR-E conferma l'esordio di una terza TS050 per Spa e Le Mans; infine l'altra wildcard per i primi quattro round è quella di ByKolles e la sua ENSO CLM P1/01.
| Scuderia                    | Vettura             | Pneumatici | # | Piloti            | Gare     |
| --------------------------- | ------------------- | ---------- | - | ----------------- | -------- |
| Porsche Motorsport LMP Team | Porsche 919 Hybrid  | M          | 1 | Neel Jani         | 1-9      |
| Porsche Motorsport LMP Team | Porsche 919 Hybrid  | M          | 1 | Nick Tandy        | 1-9      |
| Porsche Motorsport LMP Team | Porsche 919 Hybrid  | M          | 1 | André Lotterer    | 1-9      |
| Porsche Motorsport LMP Team | Porsche 919 Hybrid  | M          | 2 | Timo Bernhard     | 1-9      |
| Porsche Motorsport LMP Team | Porsche 919 Hybrid  | M          | 2 | Brendon Hartley   | 1-9      |
| Porsche Motorsport LMP Team | Porsche 919 Hybrid  | M          | 2 | Earl Bamber       | 1-9      |
| ByKolles Racing Team        | ENSO CLM P1/01      | M          | 4 | Oliver Webb       | 1-4      |
| ByKolles Racing Team        | ENSO CLM P1/01      | M          | 4 | Dominik Kraihamer | 1-4      |
| ByKolles Racing Team        | ENSO CLM P1/01      | M          | 4 | James Rossiter    | 1-2      |
| ByKolles Racing Team        | ENSO CLM P1/01      | M          | 4 | Marco Bonamoni    | 3-4      |
| Toyota Gazoo Racing         | Toyota TS050 Hybrid | M          | 7 | Mike Conway       | 1-9      |
| Toyota Gazoo Racing         | Toyota TS050 Hybrid | M          | 7 | Kamui Kobayashi   | 1-9      |
| Toyota Gazoo Racing         | Toyota TS050 Hybrid | M          | 7 | José María López  | 1, 4-9   |
| Toyota Gazoo Racing         | Toyota TS050 Hybrid | M          | 7 | Stéphane Sarrazin | 3        |
| Toyota Gazoo Racing         | Toyota TS050 Hybrid | M          | 8 | Sébastien Buemi   | 1-9      |
| Toyota Gazoo Racing         | Toyota TS050 Hybrid | M          | 8 | Kazuki Nakajima   | 1-9      |
| Toyota Gazoo Racing         | Toyota TS050 Hybrid | M          | 8 | Anthony Davidson  | 1-5, 7-9 |
| Toyota Gazoo Racing         | Toyota TS050 Hybrid | M          | 8 | Stéphane Sarrazin | 6        |
| Toyota Gazoo Racing         | Toyota TS050 Hybrid | M          | 9 | Yuji Kunimoto     | 2-3      |
| Toyota Gazoo Racing         | Toyota TS050 Hybrid | M          | 9 | Nicolas Lapierre  | 2-3      |
| Toyota Gazoo Racing         | Toyota TS050 Hybrid | M          | 9 | Stéphane Sarrazin | 2        |
| Toyota Gazoo Racing         | Toyota TS050 Hybrid | M          | 9 | José María López  | 3        |

### LMP2 (Le Mans Prototype 2)
In LMP2 ci sono alcune squadre che schierano alcune wildcard come quella di G-Drive che porta una seconda Oreca 07 e Alpine che presenta una seconda A470 con una wildcard da due round.
I telaisti sono:
- Oreca Motorsport: Oreca 07
- Dallara Automobili: Dallara P217
- Ligier Automobilies: Ligier JS P217
- Riley Technologies: Riley Mk.30

Mentre il motorista è solo uno per tutti ossia Gibson Technologies col GK428 4.2 L V8.
| Scuderia                   | Vettura     | Pneumatici | #  | Piloti                     | Gare     |
| -------------------------- | ----------- | ---------- | -- | -------------------------- | -------- |
| Signatech Alpine Matmut    | Alpine A470 | D          | 35 | Nelson Panciatici          | 2-4      |
| Signatech Alpine Matmut    | Alpine A470 | D          | 35 | Pierre Ragues              | 2-4      |
| Signatech Alpine Matmut    | Alpine A470 | D          | 35 | André Negrão               | 2-4      |
| Signatech Alpine Matmut    | Alpine A470 | D          | 36 | Gustavo Menezes            | 1-9      |
| Signatech Alpine Matmut    | Alpine A470 | D          | 36 | Matt Rao                   | 1-4      |
| Signatech Alpine Matmut    | Alpine A470 | D          | 36 | Nicolas Lapierre           | 1, 4-9   |
| Signatech Alpine Matmut    | Alpine A470 | D          | 36 | Romain Dumas               | 2-3      |
| Signatech Alpine Matmut    | Alpine A470 | D          | 36 | André Negrão               | 5-9      |
| Vaillante Rebellion Racing | Oreca 07    | D          | 13 | Mathias Beche              | 1-9      |
| Vaillante Rebellion Racing | Oreca 07    | D          | 13 | David Heinemeier Hansson   | 1-9      |
| Vaillante Rebellion Racing | Oreca 07    | D          | 13 | Nelson Piquet Jr.          | 1-3, 5-9 |
| Vaillante Rebellion Racing | Oreca 07    | D          | 13 | Felipe "Pipo" Derani       | 4        |
| Vaillante Rebellion Racing | Oreca 07    | D          | 31 | Bruno Senna                | 1-9      |
| Vaillante Rebellion Racing | Oreca 07    | D          | 31 | Julien Canal               | 1-9      |
| Vaillante Rebellion Racing | Oreca 07    | D          | 31 | Nicolas Prost              | 1-3, 5-9 |
| Vaillante Rebellion Racing | Oreca 07    | D          | 31 | Filipe Albuquerque         | 4        |
| CEFC Manor TSR Racing      | Oreca 07    | D          | 24 | Tor Graves                 | 1-4      |
| CEFC Manor TSR Racing      | Oreca 07    | D          | 24 | Jonathan Hirschi           | 1-4      |
| CEFC Manor TSR Racing      | Oreca 07    | D          | 24 | Jean-Éric Vergne           | 1-3, 5-9 |
| CEFC Manor TSR Racing      | Oreca 07    | D          | 24 | Roberto Merhi              | 4        |
| CEFC Manor TSR Racing      | Oreca 07    | D          | 24 | Ben Hanley                 | 5-9      |
| CEFC Manor TSR Racing      | Oreca 07    | D          | 24 | Matt Rao                   | 5-9      |
| CEFC Manor TSR Racing      | Oreca 07    | D          | 25 | Roberto González           | 1-9      |
| CEFC Manor TSR Racing      | Oreca 07    | D          | 25 | Simon Trummer              | 1-9      |
| CEFC Manor TSR Racing      | Oreca 07    | D          | 25 | Vitalij Petrov             | 1-9      |
| G-Drive Racing             | Oreca 07    | D          | 22 | Guillermo "Memo" Rojas Jr. | 3        |
| G-Drive Racing             | Oreca 07    | D          | 22 | José Gutiérrez             | 3        |
| G-Drive Racing             | Oreca 07    | D          | 22 | Ryō Hirakawa               | 3        |
| G-Drive Racing             | Oreca 07    | D          | 26 | Roman Rusinov              | 1-9      |
| G-Drive Racing             | Oreca 07    | D          | 26 | Pierre Thiriet             | 1-7      |
| G-Drive Racing             | Oreca 07    | D          | 26 | Alex Lynn                  | 1-3, 5-6 |
| G-Drive Racing             | Oreca 07    | D          | 26 | Ben Hanley                 | 4        |
| G-Drive Racing             | Oreca 07    | D          | 26 | James Rossiter             | 7        |
| G-Drive Racing             | Oreca 07    | D          | 26 | Léo Roussel                | 8-9      |
| G-Drive Racing             | Oreca 07    | D          | 26 | Nico Müller                | 8        |
| G-Drive Racing             | Oreca 07    | D          | 26 | Loïc Duval                 | 9        |
| Jackie Chan DC Racing      | Oreca 07    | D          | 37 | David Cheng                | 1-9      |
| Jackie Chan DC Racing      | Oreca 07    | D          | 37 | Tristan Gommendy           | 1-9      |
| Jackie Chan DC Racing      | Oreca 07    | D          | 37 | Alex Brundle               | 1-9      |
| Jackie Chan DC Racing      | Oreca 07    | D          | 38 | Ho-Pin Tung                | 1-9      |
| Jackie Chan DC Racing      | Oreca 07    | D          | 38 | Thomas Laurent             | 1-9      |
| Jackie Chan DC Racing      | Oreca 07    | D          | 38 | Oliver Jarvis              | 1-9      |
| TDS Racing                 | Oreca 07    | D          | 28 | Emmanuel Collard           | 1-9      |
| TDS Racing                 | Oreca 07    | D          | 28 | François Perrodo           | 1-9      |
| TDS Racing                 | Oreca 07    | D          | 28 | Matthieu Vaxivière         | 1, 3-9   |
| TDS Racing                 | Oreca 07    | D          | 28 | Ben Hanley                 | 2        |

### LMGTE Pro (Le Mans GT Endurance Pro)
In LMGTE PRO rimangono i costruttori immutati, sono in quattro e sono Ferrari (con la 488); Porsche (con la 911); Ford (con la GT) e Aston Martin (con la Vantage GTE). Ford quest'anno ha preferito non schierare le altre due Ford dell'IMSA come wildcard per Le Mans e Aston Martin conferma la preparazione di una nuova Vantage che esordirà nel WEC la prossima stagione.
| Scuderia                                     | Vettura                  | Pneumatici | #  | Piloti                | Gare     |
| -------------------------------------------- | ------------------------ | ---------- | -- | --------------------- | -------- |
| AF Corse                                     | Ferrari 488 GTE          | M          | 51 | James Calado          | 1-9      |
| AF Corse                                     | Ferrari 488 GTE          | M          | 51 | Alessandro Pier Guidi | 1-9      |
| AF Corse                                     | Ferrari 488 GTE          | M          | 51 | Michele Ruggio        | 3        |
| AF Corse                                     | Ferrari 488 GTE          | M          | 71 | Davide Rigon          | 1-9      |
| AF Corse                                     | Ferrari 488 GTE          | M          | 71 | Sam Bird              | 1-3, 5-9 |
| AF Corse                                     | Ferrari 488 GTE          | M          | 71 | Miguel Molina         | 3        |
| AF Corse                                     | Ferrari 488 GTE          | M          | 71 | Toni Vilander         | 4        |
| Ford Performance Chip Ganassi Racing Team UK | Ford GT                  | M          | 66 | Stefan Mücke          | 1-9      |
| Ford Performance Chip Ganassi Racing Team UK | Ford GT                  | M          | 66 | Olivier Pla           | 1-9      |
| Ford Performance Chip Ganassi Racing Team UK | Ford GT                  | M          | 66 | Billy Johnson         | 1-3      |
| Ford Performance Chip Ganassi Racing Team UK | Ford GT                  | M          | 67 | Andy Priaulx          | 1-9      |
| Ford Performance Chip Ganassi Racing Team UK | Ford GT                  | M          | 67 | Harry Tincknell       | 1-9      |
| Ford Performance Chip Ganassi Racing Team UK | Ford GT                  | M          | 67 | Luís "Pipo" Derani    | 1-3      |
| Porsche GT Team                              | Porsche 911 RSR          | M          | 91 | Richard Lietz         | 1-9      |
| Porsche GT Team                              | Porsche 911 RSR          | M          | 91 | Frédéric Makowiecki   | 1-9      |
| Porsche GT Team                              | Porsche 911 RSR          | M          | 91 | Patrick Pilet         | 3        |
| Porsche GT Team                              | Porsche 911 RSR          | M          | 92 | Michael Christensen   | 1-9      |
| Porsche GT Team                              | Porsche 911 RSR          | M          | 92 | Kévin Estre           | 1-9      |
| Porsche GT Team                              | Porsche 911 RSR          | M          | 92 | Dirk Werner           | 3        |
| Aston Martin Racing                          | Aston Martin Vantage GTE | D          | 95 | Nicki Thiim           | 1-9      |
| Aston Martin Racing                          | Aston Martin Vantage GTE | D          | 95 | Marco Sørensen        | 1-9      |
| Aston Martin Racing                          | Aston Martin Vantage GTE | D          | 95 | Richie Stanaway       | 1-3      |
| Aston Martin Racing                          | Aston Martin Vantage GTE | D          | 97 | Darren Turner         | 1-9      |
| Aston Martin Racing                          | Aston Martin Vantage GTE | D          | 97 | Jonathan Adam         | 1-9      |
| Aston Martin Racing                          | Aston Martin Vantage GTE | D          | 97 | Daniel Serra          | 1-6      |

### LMGTE Am (Le Mans GT Endurance AM)
La seconda categoria per le turismo è riservata sia a squadre ufficiali sia a squadre private oppure a squadre satellite finanziate dal brand ufficiale, le squadre LMGTE AM sono in minoranza rispetto alle altre con le due squadre Ferrari in LMGTE AM che schierano due wildcard per la 24 Ore di Le Mans.
| Scuderia              | Vettura                  | Pneumatici | #  | Piloti                | Gare     |
| --------------------- | ------------------------ | ---------- | -- | --------------------- | -------- |
| Spirit of Race        | Ferrari 488 GTE          | M          | 54 | Thomas Flohr          | 1-9      |
| Spirit of Race        | Ferrari 488 GTE          | M          | 54 | Francesco Castellacci | 1-9      |
| Spirit of Race        | Ferrari 488 GTE          | M          | 54 | Miguel Molina         | 1-2, 4-9 |
| Spirit of Race        | Ferrari 488 GTE          | M          | 54 | Olivier Beretta       | 3        |
| Spirit of Race        | Ferrari 488 GTE          | M          | 55 | Duncan Cameron        | 3        |
| Spirit of Race        | Ferrari 488 GTE          | M          | 55 | Aaron Scott           | 3        |
| Spirit of Race        | Ferrari 488 GTE          | M          | 55 | Marco Cioci           | 3        |
| Clearwater Racing     | Ferrari 488 GTE          | M          | 60 | Richard Wee           | 3        |
| Clearwater Racing     | Ferrari 488 GTE          | M          | 60 | Hiroki Katoh          | 3        |
| Clearwater Racing     | Ferrari 488 GTE          | M          | 60 | Álvaro Parente        | 3        |
| Clearwater Racing     | Ferrari 488 GTE          | M          | 61 | Weng Sun Mok          | 1-9      |
| Clearwater Racing     | Ferrari 488 GTE          | M          | 61 | Keita Sawa            | 1-9      |
| Clearwater Racing     | Ferrari 488 GTE          | M          | 61 | Matt Griffin          | 1-9      |
| Dempsey-Proton Racing | Porsche 911 RSR          | D          | 77 | Christian Ried        | 1-9      |
| Dempsey-Proton Racing | Porsche 911 RSR          | D          | 77 | Marvin Diest          | 1-9      |
| Dempsey-Proton Racing | Porsche 911 RSR          | D          | 77 | Matteo Cairoli        | 1-9      |
| Gulf Racing           | Porsche 911 RSR          | D          | 86 | Ben Barker            | 1-9      |
| Gulf Racing           | Porsche 911 RSR          | D          | 86 | Nick Foster           | 1-9      |
| Gulf Racing           | Porsche 911 RSR          | D          | 86 | Michael Wainwright    | 1-6, 9   |
| Gulf Racing           | Porsche 911 RSR          | D          | 86 | Mike Hedlund          | 7        |
| Gulf Racing           | Porsche 911 RSR          | D          | 86 | Khalid Al-Kubaisi     | 8        |
| Aston Martin Racing   | Aston Martin Vantage GTE | D          | 98 | Paul Dalla Lana       | 1-9      |
| Aston Martin Racing   | Aston Martin Vantage GTE | D          | 98 | Pedro Lamy            | 1-9      |
| Aston Martin Racing   | Aston Martin Vantage GTE | D          | 98 | Mathias Lauda         | 1-9      |

## Risultati e classifiche

### Risultati
| Gara | Evento                            | Circuito                      | Vincitori LMP1                                   | Vincitori LMP2                                | Vincitori LMGTE Pro                             | Vincitori LMGTE Am                               | Resoconto |
| ---- | --------------------------------- | ----------------------------- | ------------------------------------------------ | --------------------------------------------- | ----------------------------------------------- | ------------------------------------------------ | --------- |
| 1    | 6 Ore di Silverstone              | Circuito di Silverstone       | No. 8 Toyota Gazoo Racing                        | No. 38 Jackie Chan DC Racing                  | No. 67 Ford Chip Ganassi Team UK                | No. 61 Clearwater Racing                         | Resoconto |
| 1    | 6 Ore di Silverstone              | Circuito di Silverstone       | Sébastien Buemi Anthony Davidson Kazuki Nakajima | Ho-Pin Tung Thomas Laurent Oliver Jarvis      | Andy Priaulx Harry Tincknell Luís "Pipo" Derani | Weng Sun Mok Keita Sawa Matt Griffin             | Resoconto |
| 2    | 6 Ore di Spa-Francorchamps        | Circuito di Spa-Francorchamps | No. 8 Toyota Gazoo Racing                        | No. 26 G-Drive Racing                         | No. 71 AF Corse                                 | No. 98 Aston Martin Racing                       | Resoconto |
| 2    | 6 Ore di Spa-Francorchamps        | Circuito di Spa-Francorchamps | Sébastien Buemi Anthony Davidson Kazuki Nakajima | Roman Rusinov Pierre Thiriet Alex Lynn        | Sam Bird Davide Rigon                           | Paul Dalla Lana Pedro Lamy Mathias Lauda         | Resoconto |
| 3    | 24 Ore di Le Mans                 | Circuit de la Sarthe          | No. 2 Porsche LMP Team                           | No. 38 Jackie Chan DC Racing                  | No. 97 Aston Martin Racing                      | No. 55 Spirit of Race                            | Resoconto |
| 3    | 24 Ore di Le Mans                 | Circuit de la Sarthe          | Timo Bernhard Brendon Hartley Earl Bamber        | Ho-Pin Tung Thomas Laurent Oliver Jarvis      | Darren Turner Jonathan Adam Daniel Serra        | Duncan Cameron Aaron Scott Marco Cioci           | Resoconto |
| 4    | 6 Ore del Nürburgring             | Nürburgring                   | No. 2 Porsche LMP Team                           | No. 38 Jackie Chan DC Racing                  | No. 51 AF Corse                                 | No. 77 Dempsey-Proton Racing                     | Resoconto |
| 4    | 6 Ore del Nürburgring             | Nürburgring                   | Timo Bernhard Brendon Hartley Earl Bamber        | Ho-Pin Tung Thomas Laurent Oliver Jarvis      | James Calado Alessandro Pier Guidi              | Christian Ried Marvin Dienst Matteo Cairoli      | Resoconto |
| 5    | 6 Ore del Messico                 | Autódromo Hermanos Rodríguez  | No. 2 Porsche LMP Team                           | No. 31 Vaillante Rebellion                    | No. 95 Aston Martin Racing                      | No. 77 Dempsey-Proton Racing                     | Resoconto |
| 5    | 6 Ore del Messico                 | Autódromo Hermanos Rodríguez  | Timo Bernhard Brendon Hartley Earl Bamber        | Julien Canal Nicolas Prost Bruno Senna        | Marco Sørensen Nicki Thiim                      | Christian Ried Marvin Dienst Matteo Cairoli      | Resoconto |
| 6    | 6 Ore del Circuito delle Americhe | Circuito delle Americhe       | No. 2 Porsche LMP Team                           | No. 36 Signatech Alpine Matmut                | No. 51 AF Corse                                 | No. 98 Aston Martin Racing                       | Resoconto |
| 6    | 6 Ore del Circuito delle Americhe | Circuito delle Americhe       | Timo Bernhard Brendon Hartley Earl Bamber        | Nicolas Lapierre Gustavo Menezes André Negrão | James Calado Alessandro Pier Guidi              | Paul Dalla Lana Pedro Lamy Mathias Lauda         | Resoconto |
| 7    | 6 Ore del Fuji                    | Circuito del Fuji             | No. 8 Toyota Gazoo Racing                        | No. 31 Vaillante Rebellion                    | No. 51 AF Corse                                 | No. 54 Spirit of Race                            | Resoconto |
| 7    | 6 Ore del Fuji                    | Circuito del Fuji             | Sébastien Buemi Anthony Davidson Kazuki Nakajima | Julien Canal Nicolas Prost Bruno Senna        | James Calado Alessandro Pier Guidi              | Thomas Flohr Francesco Castellacci Miguel Molina | Resoconto |
| 8    | 6 Ore di Shanghai                 | Circuito di Shanghai          | No. 8 Toyota Gazoo Racing                        | No. 31 Vaillante Rebellion                    | No. 67 Ford Chip Ganassi Team UK                | No. 98 Aston Martin Racing                       | Resoconto |
| 8    | 6 Ore di Shanghai                 | Circuito di Shanghai          | Sébastien Buemi Anthony Davidson Kazuki Nakajima | Julien Canal Nicolas Prost Bruno Senna        | Andy Priaulx Harry Tincknell                    | Paul Dalla Lana Pedro Lamy Mathias Lauda         | Resoconto |
| 9    | 6 Ore del Bahrein                 | Bahrain International Circuit | No. 8 Toyota Gazoo Racing                        | No. 31 Vaillante Rebellion                    | No. 71 AF Corse                                 | No. 98 Aston Martin Racing                       | Resoconto |
| 9    | 6 Ore del Bahrein                 | Bahrain International Circuit | Sébastien Buemi Anthony Davidson Kazuki Nakajima | Julien Canal Nicolas Prost Bruno Senna        | Sam Bird Davide Rigon                           | Paul Dalla Lana Pedro Lamy Mathias Lauda         | Resoconto |

### Classifica Piloti
| Durata | 1° | 2° | 3° | 4° | 5° | 6° | 7° | 8° | 9° | 10° | Altri | Pole |
| ------ | -- | -- | -- | -- | -- | -- | -- | -- | -- | --- | ----- | ---- |
| 6 Ore  | 25 | 18 | 15 | 12 | 10 | 8  | 6  | 4  | 2  | 1   | 0.5   | 1    |
| 8 Ore  | 38 | 27 | 23 | 18 | 15 | 12 | 9  | 6  | 3  | 2   | 1     | 1    |
| 24 Ore | 50 | 36 | 30 | 24 | 20 | 16 | 12 | 8  | 4  | 2   | 1     | 1    |

#### Classifica LMP1
| Pos. | Pilota                   | Team                    | SIL | SPA | LMS | NÜR | MEX | COA | FUJ | SHA | BHR | Punti |
| ---- | ------------------------ | ----------------------- | --- | --- | --- | --- | --- | --- | --- | --- | --- | ----- |
| 1    | Timo Bernhard            | Porsche LMP Team        | 2   | 3   | 1   | 1   | 1   | 1   | 4   | 2   | 2   | 208   |
| 1    | Earl Bamber              | Porsche LMP Team        | 2   | 3   | 1   | 1   | 1   | 1   | 4   | 2   | 2   | 208   |
| 1    | Brendon Hartley          | Porsche LMP Team        | 2   | 3   | 1   | 1   | 1   | 1   | 4   | 2   | 2   | 208   |
| 2    | Sébastien Buemi          | Toyota Gazoo Racing     | 1   | 1   | 6   | 4   | 3   | 3   | 1   | 1   | 1   | 183   |
| 2    | Kazuki Nakajima          | Toyota Gazoo Racing     | 1   | 1   | 6   | 4   | 3   | 3   | 1   | 1   | 1   | 183   |
| 3    | Anthony Davidson         | Toyota Gazoo Racing     | 1   | 1   | 6   | 4   | 3   |     | 1   | 1   | 1   | 168   |
| 4    | Neel Jani                | Porsche LMP Team        | 3   | 4   | Rit | 2   | 2   | 2   | 3   | 3   | 3   | 129   |
| 4    | Nick Tandy               | Porsche LMP Team        | 3   | 4   | Rit | 2   | 2   | 2   | 3   | 3   | 3   | 129   |
| 4    | André Lotterer           | Porsche LMP Team        | 3   | 4   | Rit | 2   | 2   | 2   | 3   | 3   | 3   | 129   |
| 5    | Mike Conway              | Toyota Gazoo Racing     | 13  | 2   | Rit | 3   | 4   | 4   | 2   | 4   | 4   | 103.5 |
| 5    | Kamui Kobayashi          | Toyota Gazoo Racing     | 13  | 2   | Rit | 3   | 4   | 4   | 2   | 4   | 4   | 103.5 |
| 6    | José María López         | Toyota Gazoo Racing     | 13  |     | Rit | 3   | 4   | 4   | 2   | 4   | 4   | 84.5  |
| 7    | Ho-Pin Tung              | Jackie Chan DC Racing   | 4   | 9   | 2   | 5   | 13  | 8   | 7   | 8   | 6   | 82.5  |
| 7    | Oliver Jarvis            | Jackie Chan DC Racing   | 4   | 9   | 2   | 5   | 13  | 8   | 7   | 8   | 6   | 82.5  |
| 7    | Thomas Laurent           | Jackie Chan DC Racing   | 4   | 9   | 2   | 5   | 13  | 8   | 7   | 8   | 6   | 82.5  |
| 8    | Bruno Senna              | Vaillante Rebellion     | 5   | 8   | 8   | 6   | 5   | 7   | 5   | 5   | 5   | 76    |
| 8    | Julien Canal             | Vaillante Rebellion     | 5   | 8   | 8   | 6   | 5   | 7   | 5   | 5   | 5   | 76    |
| 9    | Nicolas Prost            | Vaillante Rebellion     | 5   | 8   | 8   |     | 5   | 7   | 5   | 5   | 5   | 68    |
| 10   | André Negrão             | Signatech Alpine Matmut |     | 12  | 4   | Rit | 6   | 5   | 6   | 6   | 8   | 62.5  |
| 11   | Gustavo Menezes          | Signatech Alpine Matmut | 7   | 11  | 7   | 7   | 6   | 5   | 6   | 6   | 8   | 62.5  |
| 12   | Nicolas Lapierre         | Signatech Alpine Matmut | 7   |     |     | 7   | 6   | 5   | 6   | 6   | 8   | 60    |
| 12   | Nicolas Lapierre         | Toyota Gazoo Racing     |     | 5   | Rit |     |     |     |     |     |     | 60    |
| 13   | David Cheng              | Jackie Chan DC Racing   | 11  | 16  | 3   | 9   | 10  | 9   | Rit | 12  | 12  | 37    |
| 13   | Alex Brundle             | Jackie Chan DC Racing   | 11  | 16  | 3   | 9   | 10  | 9   | Rit | 12  | 12  | 37    |
| 13   | Tristan Gommendy         | Jackie Chan DC Racing   | 11  | 16  | 3   | 9   | 10  | 9   | Rit | 12  | 12  | 37    |
| 14   | Matt Rao                 | Signatech Alpine Matmut | 7   | 11  | 7   | 7   |     |     |     |     |     | 35    |
| 14   | Matt Rao                 | CEFC Manor TRS Racing   |     |     |     |     | 7   | 10  | 9   | 13  | 10  | 35    |
| 15   | Jean-Éric Vergne         | CEFC Manor TRS Racing   | 9   | 13  | 5   |     | 7   | 10  | 9   | 13  | 10  | 32.5  |
| 16   | David Heinemeier Hansson | Vaillante Rebellion     | 13  | 10  | SQ  | 8   | 9   | 6   | SQ  | 7   | 7   | 27.5  |
| 16   | Mathias Beche            | Vaillante Rebellion     | 13  | 10  | SQ  | 8   | 9   | 6   | SQ  | 7   | 7   | 27.5  |
| 17   | Stéphane Sarrazin        | Toyota Gazoo Racing     |     | 5   | Rit |     |     | 3   |     |     |     | 26    |
| 18   | Pierre Ragues            | Signatech Alpine Matmut |     | 12  | 4   | Rit |     |     |     |     |     | 24.5  |
| 18   | Nelson Panciatici        | Signatech Alpine Matmut |     | 12  | 4   | Rit |     |     |     |     |     | 24.5  |
| 19   | Nelson Piquet Jr.        | Vaillante Rebellion     | 13  | 10  | SQ  |     | 9   | 6   | SQ  | 7   | 7   | 23.5  |
| 20   | Jonathan Hirschi         | CEFC Manor TRS Racing   | 9   | 13  | 5   | 13  |     |     |     |     |     | 23    |
| 20   | Tor Graves               | CEFC Manor TRS Racing   | 9   | 13  | 5   | 13  |     |     |     |     |     | 23    |
| Pos. | Pilota                   | Team                    | SIL | SPA | LMS | NÜR | MEX | COA | FUJ | SHA | BHR | Punti |

#### Classifica LMP2
| Pos. | Pilota                   | Team                    | SIL | SPA | LMS | NÜR | MEX | COA | FUJ | SHA | BHR | Punti |
| ---- | ------------------------ | ----------------------- | --- | --- | --- | --- | --- | --- | --- | --- | --- | ----- |
| 1    | Julien Canal             | Vaillante Rebellion     | 2   | 2   | 6   | 2   | 1   | 3   | 1   | 1   | 1   | 186   |
| 1    | Bruno Senna              | Vaillante Rebellion     | 2   | 2   | 6   | 2   | 1   | 3   | 1   | 1   | 1   | 186   |
| 2    | Ho-Pin Tung              | Jackie Chan DC Racing   | 1   | 3   | 1   | 1   | 9   | 4   | 3   | 4   | 2   | 175   |
| 2    | Oliver Jarvis            | Jackie Chan DC Racing   | 1   | 3   | 1   | 1   | 9   | 4   | 3   | 4   | 2   | 175   |
| 2    | Thomas Laurent           | Jackie Chan DC Racing   | 1   | 3   | 1   | 1   | 9   | 4   | 3   | 4   | 2   | 175   |
| 3    | Nicolas Prost            | Vaillante Rebellion     | 2   | 2   | 6   |     | 1   | 3   | 1   | 1   | 1   | 168   |
| 4    | Gustavo Menezes          | Signatech Alpine Matmut | 4   | 5   | 5   | 3   | 2   | 1   | 2   | 2   | 4   | 151   |
| 5    | André Negrão             | Signatech Alpine Matmut |     | 6   | 3   | Rit | 2   | 1   | 2   | 2   | 4   | 132   |
| 6    | Nicolas Lapierre         | Signatech Alpine Matmut | 4   |     |     | 3   | 2   | 1   | 2   | 2   | 4   | 121   |
| 7    | Matt Rao                 | Signatech Alpine Matmut | 4   | 5   | 5   | 3   |     |     |     |     |     | 100   |
| 7    | Matt Rao                 | CEFC Manor TRS Racing   |     |     |     |     | 3   | 6   | 5   | 9   | 6   | 100   |
| 8    | Mathias Beche            | Vaillante Rebellion     | 9   | 4   | SQ  | 4   | 5   | 2   | SQ  | 3   | 3   | 85    |
| 8    | David Heinemeier Hansson | Vaillante Rebellion     | 9   | 4   | SQ  | 4   | 5   | 2   | SQ  | 3   | 3   | 85    |
| 9    | Roman Rusinov            | G-Drive Racing          | 5   | 1   | Rit | 6   | 4   | 8   | 6   | 7   | 7   | 82    |
| 10   | Jean-Éric Vergne         | CEFC Manor TRS Racing   | 6   | 7   | 4   |     | 3   | 6   | 5   | 9   | 6   | 81    |
| 11   | David Cheng              | Jackie Chan DC Racing   | 8   | 10  | 2   | 5   | 6   | 5   | Rit | 8   | 8   | 77    |
| 11   | Alex Brundle             | Jackie Chan DC Racing   | 8   | 10  | 2   | 5   | 6   | 5   | Rit | 8   | 8   | 77    |
| 11   | Tristan Gommendy         | Jackie Chan DC Racing   | 8   | 10  | 2   | 5   | 6   | 5   | Rit | 8   | 8   | 77    |
| 12   | Nelson Piquet Jr.        | Vaillante Rebellion     | 9   | 4   | SQ  |     | 5   | 2   | SQ  | 3   | 3   | 73    |
| 13   | Pierre Thiriet           | G-Drive Racing          | 5   | 1   | Rit | 6   | 4   | 8   | 6   |     |     | 70    |
| 14   | François Perrodo         | TDS Racing              | 3   | 9   | Rit | 8   | 7   | 7   | 4   | 6   | 9   | 55    |
| 14   | Emmanuel Collard         | TDS Racing              | 3   | 9   | Rit | 8   | 7   | 7   | 4   | 6   | 9   | 55    |
| 15   | Alex Lynn                | G-Drive Racing          | 5   | 1   | Rit |     | 4   | 8   |     |     |     | 54    |
| 16   | Matthieu Vaxivière       | TDS Racing              | 3   |     | Rit | 8   | 7   | 7   | 4   | 6   | 9   | 53    |
| 17   | Ben Hanley               | TDS Racing              |     | 9   |     |     |     |     |     |     |     | 53    |
| 17   | Ben Hanley               | G-Drive Racing          |     |     |     | 6   |     |     |     |     |     | 53    |
| 17   | Ben Hanley               | CEFC Manor TRS Racing   |     |     |     |     | 3   | 6   | 5   | 9   | 6   | 53    |
| 18   | Roberto González         | CEFC Manor TRS Racing   | 7   | 8   | Rit | 7   | 8   | Rit | 7   | 5   | 5   | 46    |
| 18   | Simon Trummer            | CEFC Manor TRS Racing   | 7   | 8   | Rit | 7   | 8   | Rit | 7   | 5   | 5   | 46    |
| 18   | Vitaly Petrov            | CEFC Manor TRS Racing   | 7   | 8   | Rit | 7   | 8   | Rit | 7   | 5   | 5   | 46    |
| 19   | Tor Graves               | CEFC Manor TRS Racing   | 6   | 7   | 4   | 9   |     |     |     |     |     | 40    |
| 19   | Jonathan Hirschi         | CEFC Manor TRS Racing   | 6   | 7   | 4   | 9   |     |     |     |     |     | 40    |
| 20   | Nelson Panciatici        | Signatech Alpine Matmut |     | 6   | 3   | Rit |     |     |     |     |     | 38    |
| 20   | Pierre Ragues            | Signatech Alpine Matmut |     | 6   | 3   | Rit |     |     |     |     |     | 38    |
| Pos. | Pilota                   | Team                    | SIL | SPA | LMS | NÜR | MEX | COA | FUJ | SHA | BHR | Punti |

#### Classifica LMGTE Pro
| Pos. | Pilota                | Team                        | SIL | SPA | LMS | NÜR | MEX | COA | FUJ | SHA | BHR | Punti |
| ---- | --------------------- | --------------------------- | --- | --- | --- | --- | --- | --- | --- | --- | --- | ----- |
| 1    | James Calado          | AF Corse                    | 2   | 2   | 14  | 1   | 6   | 1   | 1   | 3   | 2   | 153   |
| 1    | Alessandro Pier Guidi | AF Corse                    | 2   | 2   | 14  | 1   | 6   | 1   | 1   | 3   | 2   | 153   |
| 2    | Richard Lietz         | Porsche GT Team             | 3   | 5   | 3   | 2   | 3   | 6   | 2   | 2   | 4   | 145   |
| 2    | Frédéric Makowiecki   | Porsche GT Team             | 3   | 5   | 3   | 2   | 3   | 6   | 2   | 2   | 4   | 145   |
| 3    | Andy Priaulx          | Ford Chip Ganassi Racing UK | 1   | 4   | 2   | 5   | 4   | 7   | 13  | 1   | 3   | 142.5 |
| 3    | Harry Tincknell       | Ford Chip Ganassi Racing UK | 1   | 4   | 2   | 5   | 4   | 7   | 13  | 1   | 3   | 142.5 |
| 4    | Davide Rigon          | AF Corse                    | 5   | 1   | 4   | 11  | 2   | 3   | 5   | 6   | 1   | 139.5 |
| 5    | Sam Bird              | AF Corse                    | 5   | 1   | 4   |     | 2   | 3   | 5   | 6   | 1   | 139   |
| 6    | Nicki Thiim           | Aston Martin Racing         | 6   | 8   | 5   | 4   | 1   | 4   | 7   | 5   | 7   | 104   |
| 6    | Marco Sørensen        | Aston Martin Racing         | 6   | 8   | 5   | 4   | 1   | 4   | 7   | 5   | 7   | 104   |
| 7    | Darren Turner         | Aston Martin Racing         | 7   | 7   | 1   | 7   | Rit | 5   | 6   | 8   | 6   | 101   |
| 7    | Jonathan Adam         | Aston Martin Racing         | 7   | 7   | 1   | 7   | Rit | 5   | 6   | 8   | 6   | 101   |
| 8    | Stefan Mücke          | Ford Chip Ganassi Racing UK | 4   | 3   | 6   | 6   | 7   | 8   | 4   | 4   | 5   | 95    |
| 8    | Olivier Pla           | Ford Chip Ganassi Racing UK | 4   | 3   | 6   | 6   | 7   | 8   | 4   | 4   | 5   | 95    |
| 9    | Daniel Serra          | Aston Martin Racing         | 7   | 7   | 1   | 7   | Rit | 5   |     |     |     | 79    |
| 10   | Felipe "Pipo" Derani  | Ford Chip Ganassi Racing UK | 1   | 4   | 2   |     |     |     |     |     |     | 74    |
| 11   | Michael Christensen   | Porsche GT Team             | Rit | 6   | Rit | 3   | 5   | 2   | 3   | Rit | Rit | 67    |
| 11   | Kévin Estre           | Porsche GT Team             | Rit | 6   | Rit | 3   | 5   | 2   | 3   | Rit | Rit | 67    |
| 12   | Billy Johnson         | Ford Chip Ganassi Racing UK | 4   | 3   | 6   |     |     |     |     |     |     | 43    |
| 13   | Miguel Molina         | Spirit of Race              | Rit | 12  |     | 9   | 11  | 11  | 8   | Rit | 10  | 32.5  |
| 13   | Miguel Molina         | AF Corse                    |     |     | 4   |     |     |     |     |     |     | 32.5  |
| 14   | Richie Stanaway       | Aston Martin Racing         | 6   | 8   | 5   |     |     |     |     |     |     | 32    |
| 15   | Patrick Pilet         | Porsche GT Team             |     |     | 3   |     |     |     |     |     |     | 30    |
| 16   | Paul Dalla Lana       | Aston Martin Racing         | 9   | 9   | 10  | 10  | 9   | 9   | 12  | 8   | 9   | 19.5  |
| 16   | Pedro Lamy            | Aston Martin Racing         | 9   | 9   | 10  | 10  | 9   | 9   | 12  | 8   | 9   | 19.5  |
| 16   | Mathias Lauda         | Aston Martin Racing         | 9   | 9   | 10  | 10  | 9   | 9   | 12  | 8   | 9   | 19.5  |
| 17   | Weng Sun Mok          | Clearwater Racing           | 8   | 11  | 8   | 12  | 12  | 10  | 9   | 11  | 9   | 19    |
| 17   | Keita Sawa            | Clearwater Racing           | 8   | 11  | 8   | 12  | 12  | 10  | 9   | 11  | 9   | 19    |
| 17   | Matt Griffin          | Clearwater Racing           | 8   | 11  | 8   | 12  | 12  | 10  | 9   | 11  | 9   | 19    |
| 18   | Christian Ried        | Dempsey-Proton Racing       | 10  | 10  | 9   | 8   | 8   | 12  | 10  | 10  | 11  | 17    |
| 18   | Marvin Dienst         | Dempsey-Proton Racing       | 10  | 10  | 9   | 8   | 8   | 12  | 10  | 10  | 11  | 17    |
| 18   | Matteo Cairoli        | Dempsey-Proton Racing       | 10  | 10  | 9   | 8   | 8   | 12  | 10  | 10  | 11  | 17    |
| Pos. | Pilota                | Team                        | SIL | SPA | LMS | NÜR | MEX | COA | FUJ | SHA | BHR | Punti |

#### Classifica LMGTE Am
| Pos. | Pilota                | Team                  | SIL | SPA | LMS | NÜR | MEX | COA | FUJ | SHA | BHR | Punti |
| ---- | --------------------- | --------------------- | --- | --- | --- | --- | --- | --- | --- | --- | --- | ----- |
| 1    | Paul Dalla Lana       | Aston Martin Racing   | 2   | 1   | 4   | 3   | 2   | 1   | 5   | 1   | 1   | 192   |
| 1    | Pedro Lamy            | Aston Martin Racing   | 2   | 1   | 4   | 3   | 2   | 1   | 5   | 1   | 1   | 192   |
| 1    | Mathias Lauda         | Aston Martin Racing   | 2   | 1   | 4   | 3   | 2   | 1   | 5   | 1   | 1   | 192   |
| 2    | Christian Ried        | Dempsey-Proton Racing | 3   | 2   | 3   | 1   | 1   | 4   | 3   | 3   | 4   | 168   |
| 2    | Marvin Dienst         | Dempsey-Proton Racing | 3   | 2   | 3   | 1   | 1   | 4   | 3   | 3   | 4   | 168   |
| 2    | Matteo Cairoli        | Dempsey-Proton Racing | 3   | 2   | 3   | 1   | 1   | 4   | 3   | 3   | 4   | 168   |
| 3    | Weng Sun Mok          | Clearwater Racing     | 1   | 3   | 2   | 4   | 5   | 2   | 2   | 4   | 2   | 165   |
| 3    | Keita Sawa            | Clearwater Racing     | 1   | 3   | 2   | 4   | 5   | 2   | 2   | 4   | 2   | 165   |
| 3    | Matt Griffin          | Clearwater Racing     | 1   | 3   | 2   | 4   | 5   | 2   | 2   | 4   | 2   | 165   |
| 4    | Thomas Flohr          | Spirit of Race        | Rit | 4   | 7   | 2   | 4   | 3   | 1   | Rit | 3   | 109   |
| 4    | Francesco Castellacci | Spirit of Race        | Rit | 4   | 7   | 2   | 4   | 3   | 1   | Rit | 3   | 109   |
| 5    | Miguel Molina         | Spirit of Race        | Rit | 4   |     | 2   | 4   | 3   | 1   | Rit | 3   | 97    |
| 6    | Ben Barker            | Gulf Racing           | 4   | Rit | 5   | 5   | 3   | Rit | 4   | 2   | 5   | 97    |
| 6    | Nick Foster           | Gulf Racing           | 4   | Rit | 5   | 5   | 3   | Rit | 4   | 2   | 5   | 97    |
| 7    | Michael Wainwright    | Gulf Racing           | 4   | Rit | 5   | 5   | 3   | Rit |     |     | 5   | 67    |
| 8    | Duncan Cameron        | Spirit of Race        |     |     | 1   |     |     |     |     |     |     | 50    |
| 8    | Aaron Scott           | Spirit of Race        |     |     | 1   |     |     |     |     |     |     | 50    |
| 8    | Marco Cioci           | Spirit of Race        |     |     | 1   |     |     |     |     |     |     | 50    |
| 9    | Khalid Al-Qubaisi     | Gulf Racing           |     |     |     |     |     |     |     | 2   |     | 18    |
| 10   | Richard Wee           | Clearwater Racing     |     |     | 6   |     |     |     |     |     |     | 16    |
| 10   | Hiroki Katoh          | Clearwater Racing     |     |     | 6   |     |     |     |     |     |     | 16    |
| 10   | Álvaro Parente        | Clearwater Racing     |     |     | 6   |     |     |     |     |     |     | 16    |
| 11   | Mike Hedlund          | Gulf Racing           |     |     |     |     |     |     | 4   |     |     | 12    |
| 12   | Olivier Beretta       | Spirit of Race        |     |     | 7   |     |     |     |     |     |     | 12    |
| Pos. | Pilota                | Team                  | SIL | SPA | LMS | NÜR | MEX | COA | FUJ | SHA | BHR | Punti |

### Campionato costruttori
Viene assegnato un titolo di campione mondiale per le scuderie di LMP1 e per i team LMGTE. I trofei FIA Endurance sono assegnati ai team LMP2 e LMGTE Am.

#### Campionato costruttori LMP1
I punti vengono assegnati solo alla vettura con posizione finale migliore di ogni costruttore per ogni gara.
| Posizione | Costruttore | SIL | SPA | LMS | NÜR | MEX | COA | FUJ | SHA | BHR | Punti |
| --------- | ----------- | --- | --- | --- | --- | --- | --- | --- | --- | --- | ----- |
| 1         | Porsche     | 2   | 3   | 1   | 1   | 1   | 1   | 3   | 2   | 2   | 337   |
| 1         | Porsche     | 3   | 4   | Rit | 2   | 2   | 2   | 4   | 3   | 3   | 337   |
| 2         | Toyota      | 1   | 1   | 6   | 4   | 3   | 3   | 1   | 1   | 1   | 286.5 |
| 2         | Toyota      | 23  | 2   | Rit | 3   | 4   | 4   | 2   | 4   | 4   | 286.5 |

#### Campionato costruttori LMGTE Pro
I punti vengono assegnati solo alla vettura con posizione finale migliore di ogni costruttore per ogni gara.
| Posizione | Costruttore  | SIL | SPA | LMS | NÜR | MEX | COA | FUJ | SHA | BHR | Punti |
| --------- | ------------ | --- | --- | --- | --- | --- | --- | --- | --- | --- | ----- |
| 1         | Ferrari      | 2   | 1   | 4   | 1   | 2   | 1   | 1   | 3   | 1   | 305   |
| 1         | Ferrari      | 5   | 2   | 7   | 9   | 6   | 3   | 5   | 6   | 2   | 305   |
| 2         | Ford         | 1   | 3   | 2   | 5   | 4   | 7   | 4   | 1   | 3   | 237.5 |
| 2         | Ford         | 4   | 4   | 6   | 6   | 7   | 8   | 13  | 4   | 5   | 237.5 |
| 3         | Porsche      | 3   | 5   | 3   | 2   | 3   | 2   | 2   | 2   | 4   | 223.5 |
| 3         | Porsche      | 10  | 6   | 8   | 3   | 5   | 6   | 3   | 9   | 11  | 223.5 |
| 4         | Aston Martin | 6   | 7   | 1   | 4   | 1   | 4   | 6   | 5   | 6   | 207   |
| 4         | Aston Martin | 7   | 8   | 5   | 7   | 9   | 5   | 7   | 7   | 7   | 207   |

#### Trofeo endurance costruttori LMP2
I punti vengono assegnati solo alla vettura con posizione finale migliore di ogni costruttore per ogni gara.
| Posizione | Macchina | Costruttore             | SIL | SPA | LMS | NÜR | MEX | COA | FUJ | SHA | BHR | Punti |
| --------- | -------- | ----------------------- | --- | --- | --- | --- | --- | --- | --- | --- | --- | ----- |
| 1         | 31       | Vaillante Rebellion     | 2   | 2   | 6   | 2   | 1   | 3   | 1   | 1   | 1   | 186   |
| 2         | 38       | Jackie Chan DC Racing   | 1   | 3   | 1   | 1   | 9   | 4   | 3   | 4   | 2   | 175   |
| 3         | 36       | Signatech Alpine Matmut | 4   | 5   | 5   | 3   | 2   | 1   | 2   | 2   | 4   | 151   |
| 4         | 13       | Vaillante Rebellion     | 9   | 4   | SQ  | 4   | 5   | 2   | SQ  | 3   | 3   | 85    |
| 5         | 24       | CEFC Manor TRS Racing   | 6   | 7   | 4   | 9   | 3   | 6   | 5   | 9   | 6   | 83    |
| 6         | 26       | G-Drive Racing          | 5   | 1   | Rit | 6   | 4   | 8   | 6   | 7   | 7   | 82    |
| 7         | 37       | Jackie Chan DC Racing   | 8   | 10  | 2   | 5   | 6   | 5   | Rit | 8   | 8   | 77    |
| 8         | 28       | TDS Racing              | 3   | 9   | Rit | 8   | 7   | 7   | 4   | 6   | 9   | 55    |
| 9         | 25       | CEFC Manor TRS Racing   | 7   | 8   | Rit | 7   | 8   | Rit | 7   | 5   | 5   | 46    |
| 10        | 35       | Signatech Alpine Matmut |     | 6   | 3   | Rit |     |     |     |     |     | 38    |

#### Trofeo endurance costruttori LMGTE Pro
| Posizione | Macchina | Costruttore                 | SIL | SPA | LMS | NÜR | MEX | COA | FUJ | SHA | BHR | Punti |
| --------- | -------- | --------------------------- | --- | --- | --- | --- | --- | --- | --- | --- | --- | ----- |
| 1         | 51       | AF Corse                    | 2   | 2   | 7   | 1   | 6   | 1   | 1   | 3   | 2   | 164   |
| 2         | 67       | Ford Chip Ganassi Racing UK | 1   | 4   | 2   | 5   | 4   | 7   | 8   | 1   | 3   | 146   |
| 3         | 91       | Porsche GT Team             | 3   | 5   | 3   | 2   | 3   | 6   | 2   | 2   | 4   | 145   |
| 4         | 71       | AF Corse                    | 5   | 1   | 4   | 8   | 2   | 3   | 5   | 6   | 1   | 143   |
| 5         | 95       | Aston Martin Racing         | 6   | 8   | 5   | 4   | 1   | 4   | 7   | 5   | 7   | 104   |
| 6         | 97       | Aston Martin Racing         | 7   | 7   | 1   | 7   | Rit | 5   | 6   | 7   | 6   | 101   |
| 7         | 66       | Ford Chip Ganassi Racing UK | 4   | 3   | 6   | 6   | 7   | 8   | 4   | 4   | 5   | 95    |
| 8         | 92       | Porsche GT Team             | Rit | 6   | Rit | 3   | 5   | 2   | 3   | Rit | Rit | 67    |

#### Trofeo endurance costruttori LMGTE Am
| Posizione | Macchina | Costruttore           | SIL | SPA | LMS | NÜR | MEX | COA | FUJ | SHA | BHR | Punti |
| --------- | -------- | --------------------- | --- | --- | --- | --- | --- | --- | --- | --- | --- | ----- |
| 1         | 98       | Aston Martin Racing   | 2   | 1   | 3   | 3   | 2   | 1   | 5   | 1   | 1   | 198   |
| 2         | 61       | Clearwater Racing     | 1   | 3   | 1   | 4   | 5   | 2   | 2   | 4   | 2   | 179   |
| 3         | 77       | Dempsey-Proton Racing | 3   | 2   | 2   | 1   | 1   | 4   | 3   | 3   | 4   | 174   |
| 4         | 54       | Spirit of Race        | Rit | 4   | 5   | 2   | 4   | 3   | 1   | Rit | 3   | 117   |
| 5         | 86       | Gulf Racing           | 4   | Rit | 4   | 5   | 3   | Rit | 4   | 2   | 5   | 101   |